# 安嬪李氏 (朝鮮孝宗)
安嬪李氏（韓語：안빈 이씨，1622年—1693年），朝鮮孝宗的後宮嬪御，本貫慶州，贈工曹參議李應憲之女。

## 生平
歷史上關於李氏早期的紀錄非常少，只知道她生於光海君十四年。丙子胡亂後，當時還是鳳林大君的孝宗被送往瀋陽作為人質，李氏亦隨同前往服侍。仁祖廿七年（1649年）5月1日生下後來的淑寧翁主。數日後，仁祖過世，孝宗繼位，不過李氏卻是多年後才被封為淑媛（從四品），直到孝宗去世，李氏沒能再獲得更高的品級。
她在顯宗二年（1661年），先是被封為淑容（從三品），數月後又晉升為淑儀（從二品）。顯宗九年（1668年），李氏的獨生女淑寧翁主病逝，身後只留下一女。顯宗去世後到肅宗7年期間，李氏為昭儀（正二品）。肅宗十二年（1686年），時為貴人（從一品）的李氏被尊封為「安嬪」（正一品）。她在七年後，也就是肅宗十九年過世，享壽72歲（虛歲）。